# Тойеркауф, Норман
Но́рман Тойерка́уф (нем. Norman Theuerkauf; род. 24 января 1987 года в Нордхаузене, округ Эрфурт, ГДР) — немецкий бывший футболист, полузащитник.

## Клубная карьера
Норман с 5 лет занимался в футбольной школе клуба «Германия» из Херингена до 2000 года, когда он перешёл в молодёжную команду «Карл Цейсс».
В 2003 году Тойеркауф присоединился к «Вердеру». За вторую команду бременцев он дебютировал 15 октября 2005 года, выйдя на замену в матче против «Кемницера». В составе резервной команды «Вердера» Норман провёл 52 игры, забил 2 мяча. В начале 2008 года Тойеркауф перешёл во вторую команду франкфуртского «Айнтрахта», за которую выступал на протяжении полутора лет.
Летом 2009 года Норман подписал контракт с брауншвейгским «Айнтрахтом», выступавшим в Третьей лиге. Первый матч за новый клуб полузащитник провёл 25 июля 2009 года. Тойеркауф стал игроком основного состава брауншвейгцев. В сезоне 2010/11 им удалось занять первое место в Третьей лиге и выйти во Вторую Бундеслигу. За два сезона во Второй Бундеслиге Норман провёл 59 игр, забил 3 мяча. По итогам сезона 2012/13 «Айнтрахт» завоевал право выступать в Бундеслиге. Свой первый матч в высшем футбольном дивизионе Германии Норман сыграл в матче первого тура против бременского «Вердера». В сезоне 2013/14 брауншвейгцы покинули Бундеслигу, Норман, отыграв сезон 2014/15 во Второй Бундеслиге, летом 2015 года в качестве свободного агента заключил контракт с «Хайденхаймом».

## Карьера в сборной
В начале 2006 года Норман выступал за юношескую сборную Германии на турнире в Катаре, приняв участие в 5 играх (против сборных Швейцарии, Южной Кореи, Ирана, Японии, Австрии). Сборная заняла на том турнире 3-е место. Норман ещё появлялся на поле в товарищеском матче со сборной Польши 26 апреля 2006 года.

## Личная жизнь
В июне 2013 года Норман женился, его жену зовут Мартина-София.